# Silvia (ort)
Silvia är en ort i Colombia.   Den ligger i departementet Cauca, i den västra delen av landet, 300 km sydväst om huvudstaden Bogotá. Silvia ligger 2 532 meter över havet och antalet invånare är 7 474.
Terrängen runt Silvia är kuperad åt nordväst, men åt sydost är den bergig. Runt Silvia är det ganska tätbefolkat, med 60 invånare per kvadratkilometer. Silvia är det största samhället i trakten. I omgivningarna runt Silvia växer i huvudsak städsegrön lövskog.